# Ivan Ninčević
Ivan Ninčević (Zadar, 27. listopada 1981.) je bivši hrvatski rukometni reprezentativac. 
Igrao je na poziciji lijevog krila.
Njegova rukometna priča započela je u RK Zadar, nastavila se u vječnom prvaku Hrvatske RK Zagrebu, u čijem je dresu skupio 10 naslova. Igrao je i za njemačkog drugoligaša Strasundera u kojem je bio prvi strijelac lige dva puta, kao i u jakom Füchse Berlinu za koji je igrao. Branio je boje i Dinamo Minska, kao i turskog Beşiktaş. Nakon 2017. godine, odlučio je okačiti rukometne tenisice o klin.[nedostaje izvor]

## Sastavi
| Sastav hrvatske rukometne reprezentacije na SP u Španjolskoj 2013. (3. mjesto) | Sastav hrvatske rukometne reprezentacije na SP u Španjolskoj 2013. (3. mjesto) | Sastav hrvatske rukometne reprezentacije na SP u Španjolskoj 2013. (3. mjesto) |
| --- | ------------------------------------------------------------------------------ | ------------------------------------------------------------------------------ |
| |                                                                                |                                                                                |
| 25 Mirko Alilović \| 20 Damir Bičanić \| 27 Ivan Čupić \| 5 Domagoj Duvnjak \| 10 Jakov Gojun \| 13 Zlatko Horvat \| 16 Filip Ivić \| 8 Marko Kopljar \| 6 Blaženko Lacković \| 23 Stipe Mandalinić \| 3 Marino Marić \| 28 Željko Musa \| 29 Ivan Ninčević \| 7 Luka Stepančić \| 17 Lovro Šprem \| 26 Manuel Štrlek \| Kapetan: 9 Igor Vori \| 14 Drago Vuković \| Izbornik: Slavko Goluža |                                                                                |                                                                                |

| Sastav hrvatske rukometne reprezentacije na SP u Španjolskoj 2013. (3. mjesto) | Sastav hrvatske rukometne reprezentacije na SP u Španjolskoj 2013. (3. mjesto) | Sastav hrvatske rukometne reprezentacije na SP u Španjolskoj 2013. (3. mjesto) |
| --- | ------------------------------------------------------------------------------ | ------------------------------------------------------------------------------ |
| |                                                                                |                                                                                |
| 25 Mirko Alilović \| 20 Damir Bičanić \| 27 Ivan Čupić \| 5 Domagoj Duvnjak \| 10 Jakov Gojun \| 13 Zlatko Horvat \| 16 Filip Ivić \| 8 Marko Kopljar \| 6 Blaženko Lacković \| 23 Stipe Mandalinić \| 3 Marino Marić \| 28 Željko Musa \| 29 Ivan Ninčević \| 7 Luka Stepančić \| 17 Lovro Šprem \| 26 Manuel Štrlek \| Kapetan: 9 Igor Vori \| 14 Drago Vuković \| Izbornik: Slavko Goluža |                                                                                |                                                                                |

| Sastav hrvatske rukometne reprezentacije na OI u Londonu 2012. (3. mjesto) | Sastav hrvatske rukometne reprezentacije na OI u Londonu 2012. (3. mjesto) | Sastav hrvatske rukometne reprezentacije na OI u Londonu 2012. (3. mjesto) |
| --- | -------------------------------------------------------------------------- | -------------------------------------------------------------------------- |
| |                                                                            |                                                                            |
| 25 Mirko Alilović \| 4 Ivano Balić \| 20 Damir Bičanić \| 21 Denis Buntić \| 27 Ivan Čupić \| 5 Domagoj Duvnjak \| 10 Jakov Gojun \| 13 Zlatko Horvat \| 8 Marko Kopljar \| 6 Blaženko Lacković \| 1 Venio Losert \| 29 Ivan Ninčević \| 26 Manuel Štrlek \| Kapetan: 9 Igor Vori \| 14 Drago Vuković \| Izbornik: Slavko Goluža |                                                                            |                                                                            |

| Sastav hrvatske rukometne reprezentacije na OI u Londonu 2012. (3. mjesto) | Sastav hrvatske rukometne reprezentacije na OI u Londonu 2012. (3. mjesto) | Sastav hrvatske rukometne reprezentacije na OI u Londonu 2012. (3. mjesto) |
| --- | -------------------------------------------------------------------------- | -------------------------------------------------------------------------- |
| |                                                                            |                                                                            |
| 25 Mirko Alilović \| 4 Ivano Balić \| 20 Damir Bičanić \| 21 Denis Buntić \| 27 Ivan Čupić \| 5 Domagoj Duvnjak \| 10 Jakov Gojun \| 13 Zlatko Horvat \| 8 Marko Kopljar \| 6 Blaženko Lacković \| 1 Venio Losert \| 29 Ivan Ninčević \| 26 Manuel Štrlek \| Kapetan: 9 Igor Vori \| 14 Drago Vuković \| Izbornik: Slavko Goluža |                                                                            |                                                                            |

| Sastav hrvatske rukometne reprezentacije na EP u Srbiji 2012. (3. mjesto) | Sastav hrvatske rukometne reprezentacije na EP u Srbiji 2012. (3. mjesto) | Sastav hrvatske rukometne reprezentacije na EP u Srbiji 2012. (3. mjesto) |
| --- | ------------------------------------------------------------------------- | ------------------------------------------------------------------------- |
| |                                                                           |                                                                           |
| 25 Mirko Alilović \| 4 Ivano Balić \| 17 Hrvoje Batinović \| 20 Damir Bičanić \| 21 Denis Buntić \| 27 Ivan Čupić \| 5 Domagoj Duvnjak \| 10 Jakov Gojun \| 13 Zlatko Horvat \| 8 Marko Kopljar \| 6 Blaženko Lacković \| 12 Venio Losert \| 28 Željko Musa \| 29 Ivan Ninčević \| 26 Manuel Štrlek \| Kapetan: 9 Igor Vori \| 14 Drago Vuković \| Izbornik: Slavko Goluža |                                                                           |                                                                           |

| Sastav hrvatske rukometne reprezentacije na EP u Srbiji 2012. (3. mjesto) | Sastav hrvatske rukometne reprezentacije na EP u Srbiji 2012. (3. mjesto) | Sastav hrvatske rukometne reprezentacije na EP u Srbiji 2012. (3. mjesto) |
| --- | ------------------------------------------------------------------------- | ------------------------------------------------------------------------- |
| |                                                                           |                                                                           |
| 25 Mirko Alilović \| 4 Ivano Balić \| 17 Hrvoje Batinović \| 20 Damir Bičanić \| 21 Denis Buntić \| 27 Ivan Čupić \| 5 Domagoj Duvnjak \| 10 Jakov Gojun \| 13 Zlatko Horvat \| 8 Marko Kopljar \| 6 Blaženko Lacković \| 12 Venio Losert \| 28 Željko Musa \| 29 Ivan Ninčević \| 26 Manuel Štrlek \| Kapetan: 9 Igor Vori \| 14 Drago Vuković \| Izbornik: Slavko Goluža |                                                                           |                                                                           |

| Sastav hrvatske rukometne reprezentacije na SP u Španjolskoj 2013. (3. mjesto) | Sastav hrvatske rukometne reprezentacije na SP u Španjolskoj 2013. (3. mjesto) | Sastav hrvatske rukometne reprezentacije na SP u Španjolskoj 2013. (3. mjesto) |
| --- | ------------------------------------------------------------------------------ | ------------------------------------------------------------------------------ |
| |                                                                                |                                                                                |
| 25 Mirko Alilović \| 20 Damir Bičanić \| 27 Ivan Čupić \| 5 Domagoj Duvnjak \| 10 Jakov Gojun \| 13 Zlatko Horvat \| 16 Filip Ivić \| 8 Marko Kopljar \| 6 Blaženko Lacković \| 23 Stipe Mandalinić \| 3 Marino Marić \| 28 Željko Musa \| 29 Ivan Ninčević \| 7 Luka Stepančić \| 17 Lovro Šprem \| 26 Manuel Štrlek \| Kapetan: 9 Igor Vori \| 14 Drago Vuković \| Izbornik: Slavko Goluža |                                                                                |                                                                                |

| Sastav hrvatske rukometne reprezentacije na SP u Španjolskoj 2013. (3. mjesto) | Sastav hrvatske rukometne reprezentacije na SP u Španjolskoj 2013. (3. mjesto) | Sastav hrvatske rukometne reprezentacije na SP u Španjolskoj 2013. (3. mjesto) |
| --- | ------------------------------------------------------------------------------ | ------------------------------------------------------------------------------ |
| |                                                                                |                                                                                |
| 25 Mirko Alilović \| 20 Damir Bičanić \| 27 Ivan Čupić \| 5 Domagoj Duvnjak \| 10 Jakov Gojun \| 13 Zlatko Horvat \| 16 Filip Ivić \| 8 Marko Kopljar \| 6 Blaženko Lacković \| 23 Stipe Mandalinić \| 3 Marino Marić \| 28 Željko Musa \| 29 Ivan Ninčević \| 7 Luka Stepančić \| 17 Lovro Šprem \| 26 Manuel Štrlek \| Kapetan: 9 Igor Vori \| 14 Drago Vuković \| Izbornik: Slavko Goluža |                                                                                |                                                                                |

| Sastav hrvatske rukometne reprezentacije na OI u Londonu 2012. (3. mjesto) | Sastav hrvatske rukometne reprezentacije na OI u Londonu 2012. (3. mjesto) | Sastav hrvatske rukometne reprezentacije na OI u Londonu 2012. (3. mjesto) |
| --- | -------------------------------------------------------------------------- | -------------------------------------------------------------------------- |
| |                                                                            |                                                                            |
| 25 Mirko Alilović \| 4 Ivano Balić \| 20 Damir Bičanić \| 21 Denis Buntić \| 27 Ivan Čupić \| 5 Domagoj Duvnjak \| 10 Jakov Gojun \| 13 Zlatko Horvat \| 8 Marko Kopljar \| 6 Blaženko Lacković \| 1 Venio Losert \| 29 Ivan Ninčević \| 26 Manuel Štrlek \| Kapetan: 9 Igor Vori \| 14 Drago Vuković \| Izbornik: Slavko Goluža |                                                                            |                                                                            |

| Sastav hrvatske rukometne reprezentacije na OI u Londonu 2012. (3. mjesto) | Sastav hrvatske rukometne reprezentacije na OI u Londonu 2012. (3. mjesto) | Sastav hrvatske rukometne reprezentacije na OI u Londonu 2012. (3. mjesto) |
| --- | -------------------------------------------------------------------------- | -------------------------------------------------------------------------- |
| |                                                                            |                                                                            |
| 25 Mirko Alilović \| 4 Ivano Balić \| 20 Damir Bičanić \| 21 Denis Buntić \| 27 Ivan Čupić \| 5 Domagoj Duvnjak \| 10 Jakov Gojun \| 13 Zlatko Horvat \| 8 Marko Kopljar \| 6 Blaženko Lacković \| 1 Venio Losert \| 29 Ivan Ninčević \| 26 Manuel Štrlek \| Kapetan: 9 Igor Vori \| 14 Drago Vuković \| Izbornik: Slavko Goluža |                                                                            |                                                                            |

| Sastav hrvatske rukometne reprezentacije na EP u Srbiji 2012. (3. mjesto) | Sastav hrvatske rukometne reprezentacije na EP u Srbiji 2012. (3. mjesto) | Sastav hrvatske rukometne reprezentacije na EP u Srbiji 2012. (3. mjesto) |
| --- | ------------------------------------------------------------------------- | ------------------------------------------------------------------------- |
| |                                                                           |                                                                           |
| 25 Mirko Alilović \| 4 Ivano Balić \| 17 Hrvoje Batinović \| 20 Damir Bičanić \| 21 Denis Buntić \| 27 Ivan Čupić \| 5 Domagoj Duvnjak \| 10 Jakov Gojun \| 13 Zlatko Horvat \| 8 Marko Kopljar \| 6 Blaženko Lacković \| 12 Venio Losert \| 28 Željko Musa \| 29 Ivan Ninčević \| 26 Manuel Štrlek \| Kapetan: 9 Igor Vori \| 14 Drago Vuković \| Izbornik: Slavko Goluža |                                                                           |                                                                           |

| Sastav hrvatske rukometne reprezentacije na EP u Srbiji 2012. (3. mjesto) | Sastav hrvatske rukometne reprezentacije na EP u Srbiji 2012. (3. mjesto) | Sastav hrvatske rukometne reprezentacije na EP u Srbiji 2012. (3. mjesto) |
| --- | ------------------------------------------------------------------------- | ------------------------------------------------------------------------- |
| |                                                                           |                                                                           |
| 25 Mirko Alilović \| 4 Ivano Balić \| 17 Hrvoje Batinović \| 20 Damir Bičanić \| 21 Denis Buntić \| 27 Ivan Čupić \| 5 Domagoj Duvnjak \| 10 Jakov Gojun \| 13 Zlatko Horvat \| 8 Marko Kopljar \| 6 Blaženko Lacković \| 12 Venio Losert \| 28 Željko Musa \| 29 Ivan Ninčević \| 26 Manuel Štrlek \| Kapetan: 9 Igor Vori \| 14 Drago Vuković \| Izbornik: Slavko Goluža |                                                                           |                                                                           |

| Sastav hrvatske rukometne reprezentacije na SP u Španjolskoj 2013. (3. mjesto) | Sastav hrvatske rukometne reprezentacije na SP u Španjolskoj 2013. (3. mjesto) | Sastav hrvatske rukometne reprezentacije na SP u Španjolskoj 2013. (3. mjesto) |
| --- | ------------------------------------------------------------------------------ | ------------------------------------------------------------------------------ |
| |                                                                                |                                                                                |
| 25 Mirko Alilović \| 20 Damir Bičanić \| 27 Ivan Čupić \| 5 Domagoj Duvnjak \| 10 Jakov Gojun \| 13 Zlatko Horvat \| 16 Filip Ivić \| 8 Marko Kopljar \| 6 Blaženko Lacković \| 23 Stipe Mandalinić \| 3 Marino Marić \| 28 Željko Musa \| 29 Ivan Ninčević \| 7 Luka Stepančić \| 17 Lovro Šprem \| 26 Manuel Štrlek \| Kapetan: 9 Igor Vori \| 14 Drago Vuković \| Izbornik: Slavko Goluža |                                                                                |                                                                                |

| Sastav hrvatske rukometne reprezentacije na SP u Španjolskoj 2013. (3. mjesto) | Sastav hrvatske rukometne reprezentacije na SP u Španjolskoj 2013. (3. mjesto) | Sastav hrvatske rukometne reprezentacije na SP u Španjolskoj 2013. (3. mjesto) |
| --- | ------------------------------------------------------------------------------ | ------------------------------------------------------------------------------ |
| |                                                                                |                                                                                |
| 25 Mirko Alilović \| 20 Damir Bičanić \| 27 Ivan Čupić \| 5 Domagoj Duvnjak \| 10 Jakov Gojun \| 13 Zlatko Horvat \| 16 Filip Ivić \| 8 Marko Kopljar \| 6 Blaženko Lacković \| 23 Stipe Mandalinić \| 3 Marino Marić \| 28 Željko Musa \| 29 Ivan Ninčević \| 7 Luka Stepančić \| 17 Lovro Šprem \| 26 Manuel Štrlek \| Kapetan: 9 Igor Vori \| 14 Drago Vuković \| Izbornik: Slavko Goluža |                                                                                |                                                                                |

| Sastav hrvatske rukometne reprezentacije na OI u Londonu 2012. (3. mjesto) | Sastav hrvatske rukometne reprezentacije na OI u Londonu 2012. (3. mjesto) | Sastav hrvatske rukometne reprezentacije na OI u Londonu 2012. (3. mjesto) |
| --- | -------------------------------------------------------------------------- | -------------------------------------------------------------------------- |
| |                                                                            |                                                                            |
| 25 Mirko Alilović \| 4 Ivano Balić \| 20 Damir Bičanić \| 21 Denis Buntić \| 27 Ivan Čupić \| 5 Domagoj Duvnjak \| 10 Jakov Gojun \| 13 Zlatko Horvat \| 8 Marko Kopljar \| 6 Blaženko Lacković \| 1 Venio Losert \| 29 Ivan Ninčević \| 26 Manuel Štrlek \| Kapetan: 9 Igor Vori \| 14 Drago Vuković \| Izbornik: Slavko Goluža |                                                                            |                                                                            |

| Sastav hrvatske rukometne reprezentacije na OI u Londonu 2012. (3. mjesto) | Sastav hrvatske rukometne reprezentacije na OI u Londonu 2012. (3. mjesto) | Sastav hrvatske rukometne reprezentacije na OI u Londonu 2012. (3. mjesto) |
| --- | -------------------------------------------------------------------------- | -------------------------------------------------------------------------- |
| |                                                                            |                                                                            |
| 25 Mirko Alilović \| 4 Ivano Balić \| 20 Damir Bičanić \| 21 Denis Buntić \| 27 Ivan Čupić \| 5 Domagoj Duvnjak \| 10 Jakov Gojun \| 13 Zlatko Horvat \| 8 Marko Kopljar \| 6 Blaženko Lacković \| 1 Venio Losert \| 29 Ivan Ninčević \| 26 Manuel Štrlek \| Kapetan: 9 Igor Vori \| 14 Drago Vuković \| Izbornik: Slavko Goluža |                                                                            |                                                                            |

| Sastav hrvatske rukometne reprezentacije na EP u Srbiji 2012. (3. mjesto) | Sastav hrvatske rukometne reprezentacije na EP u Srbiji 2012. (3. mjesto) | Sastav hrvatske rukometne reprezentacije na EP u Srbiji 2012. (3. mjesto) |
| --- | ------------------------------------------------------------------------- | ------------------------------------------------------------------------- |
| |                                                                           |                                                                           |
| 25 Mirko Alilović \| 4 Ivano Balić \| 17 Hrvoje Batinović \| 20 Damir Bičanić \| 21 Denis Buntić \| 27 Ivan Čupić \| 5 Domagoj Duvnjak \| 10 Jakov Gojun \| 13 Zlatko Horvat \| 8 Marko Kopljar \| 6 Blaženko Lacković \| 12 Venio Losert \| 28 Željko Musa \| 29 Ivan Ninčević \| 26 Manuel Štrlek \| Kapetan: 9 Igor Vori \| 14 Drago Vuković \| Izbornik: Slavko Goluža |                                                                           |                                                                           |

| Sastav hrvatske rukometne reprezentacije na EP u Srbiji 2012. (3. mjesto) | Sastav hrvatske rukometne reprezentacije na EP u Srbiji 2012. (3. mjesto) | Sastav hrvatske rukometne reprezentacije na EP u Srbiji 2012. (3. mjesto) |
| --- | ------------------------------------------------------------------------- | ------------------------------------------------------------------------- |
| |                                                                           |                                                                           |
| 25 Mirko Alilović \| 4 Ivano Balić \| 17 Hrvoje Batinović \| 20 Damir Bičanić \| 21 Denis Buntić \| 27 Ivan Čupić \| 5 Domagoj Duvnjak \| 10 Jakov Gojun \| 13 Zlatko Horvat \| 8 Marko Kopljar \| 6 Blaženko Lacković \| 12 Venio Losert \| 28 Željko Musa \| 29 Ivan Ninčević \| 26 Manuel Štrlek \| Kapetan: 9 Igor Vori \| 14 Drago Vuković \| Izbornik: Slavko Goluža |                                                                           |                                                                           |

| Sastav hrvatske rukometne reprezentacije na SP u Španjolskoj 2013. (3. mjesto) | Sastav hrvatske rukometne reprezentacije na SP u Španjolskoj 2013. (3. mjesto) | Sastav hrvatske rukometne reprezentacije na SP u Španjolskoj 2013. (3. mjesto) |
| --- | ------------------------------------------------------------------------------ | ------------------------------------------------------------------------------ |
| |                                                                                |                                                                                |
| 25 Mirko Alilović \| 20 Damir Bičanić \| 27 Ivan Čupić \| 5 Domagoj Duvnjak \| 10 Jakov Gojun \| 13 Zlatko Horvat \| 16 Filip Ivić \| 8 Marko Kopljar \| 6 Blaženko Lacković \| 23 Stipe Mandalinić \| 3 Marino Marić \| 28 Željko Musa \| 29 Ivan Ninčević \| 7 Luka Stepančić \| 17 Lovro Šprem \| 26 Manuel Štrlek \| Kapetan: 9 Igor Vori \| 14 Drago Vuković \| Izbornik: Slavko Goluža |                                                                                |                                                                                |

| Sastav hrvatske rukometne reprezentacije na SP u Španjolskoj 2013. (3. mjesto) | Sastav hrvatske rukometne reprezentacije na SP u Španjolskoj 2013. (3. mjesto) | Sastav hrvatske rukometne reprezentacije na SP u Španjolskoj 2013. (3. mjesto) |
| --- | ------------------------------------------------------------------------------ | ------------------------------------------------------------------------------ |
| |                                                                                |                                                                                |
| 25 Mirko Alilović \| 20 Damir Bičanić \| 27 Ivan Čupić \| 5 Domagoj Duvnjak \| 10 Jakov Gojun \| 13 Zlatko Horvat \| 16 Filip Ivić \| 8 Marko Kopljar \| 6 Blaženko Lacković \| 23 Stipe Mandalinić \| 3 Marino Marić \| 28 Željko Musa \| 29 Ivan Ninčević \| 7 Luka Stepančić \| 17 Lovro Šprem \| 26 Manuel Štrlek \| Kapetan: 9 Igor Vori \| 14 Drago Vuković \| Izbornik: Slavko Goluža |                                                                                |                                                                                |

| Sastav hrvatske rukometne reprezentacije na OI u Londonu 2012. (3. mjesto) | Sastav hrvatske rukometne reprezentacije na OI u Londonu 2012. (3. mjesto) | Sastav hrvatske rukometne reprezentacije na OI u Londonu 2012. (3. mjesto) |
| --- | -------------------------------------------------------------------------- | -------------------------------------------------------------------------- |
| |                                                                            |                                                                            |
| 25 Mirko Alilović \| 4 Ivano Balić \| 20 Damir Bičanić \| 21 Denis Buntić \| 27 Ivan Čupić \| 5 Domagoj Duvnjak \| 10 Jakov Gojun \| 13 Zlatko Horvat \| 8 Marko Kopljar \| 6 Blaženko Lacković \| 1 Venio Losert \| 29 Ivan Ninčević \| 26 Manuel Štrlek \| Kapetan: 9 Igor Vori \| 14 Drago Vuković \| Izbornik: Slavko Goluža |                                                                            |                                                                            |

| Sastav hrvatske rukometne reprezentacije na OI u Londonu 2012. (3. mjesto) | Sastav hrvatske rukometne reprezentacije na OI u Londonu 2012. (3. mjesto) | Sastav hrvatske rukometne reprezentacije na OI u Londonu 2012. (3. mjesto) |
| --- | -------------------------------------------------------------------------- | -------------------------------------------------------------------------- |
| |                                                                            |                                                                            |
| 25 Mirko Alilović \| 4 Ivano Balić \| 20 Damir Bičanić \| 21 Denis Buntić \| 27 Ivan Čupić \| 5 Domagoj Duvnjak \| 10 Jakov Gojun \| 13 Zlatko Horvat \| 8 Marko Kopljar \| 6 Blaženko Lacković \| 1 Venio Losert \| 29 Ivan Ninčević \| 26 Manuel Štrlek \| Kapetan: 9 Igor Vori \| 14 Drago Vuković \| Izbornik: Slavko Goluža |                                                                            |                                                                            |

| Sastav hrvatske rukometne reprezentacije na EP u Srbiji 2012. (3. mjesto) | Sastav hrvatske rukometne reprezentacije na EP u Srbiji 2012. (3. mjesto) | Sastav hrvatske rukometne reprezentacije na EP u Srbiji 2012. (3. mjesto) |
| --- | ------------------------------------------------------------------------- | ------------------------------------------------------------------------- |
| |                                                                           |                                                                           |
| 25 Mirko Alilović \| 4 Ivano Balić \| 17 Hrvoje Batinović \| 20 Damir Bičanić \| 21 Denis Buntić \| 27 Ivan Čupić \| 5 Domagoj Duvnjak \| 10 Jakov Gojun \| 13 Zlatko Horvat \| 8 Marko Kopljar \| 6 Blaženko Lacković \| 12 Venio Losert \| 28 Željko Musa \| 29 Ivan Ninčević \| 26 Manuel Štrlek \| Kapetan: 9 Igor Vori \| 14 Drago Vuković \| Izbornik: Slavko Goluža |                                                                           |                                                                           |

| Sastav hrvatske rukometne reprezentacije na EP u Srbiji 2012. (3. mjesto) | Sastav hrvatske rukometne reprezentacije na EP u Srbiji 2012. (3. mjesto) | Sastav hrvatske rukometne reprezentacije na EP u Srbiji 2012. (3. mjesto) |
| --- | ------------------------------------------------------------------------- | ------------------------------------------------------------------------- |
| |                                                                           |                                                                           |
| 25 Mirko Alilović \| 4 Ivano Balić \| 17 Hrvoje Batinović \| 20 Damir Bičanić \| 21 Denis Buntić \| 27 Ivan Čupić \| 5 Domagoj Duvnjak \| 10 Jakov Gojun \| 13 Zlatko Horvat \| 8 Marko Kopljar \| 6 Blaženko Lacković \| 12 Venio Losert \| 28 Željko Musa \| 29 Ivan Ninčević \| 26 Manuel Štrlek \| Kapetan: 9 Igor Vori \| 14 Drago Vuković \| Izbornik: Slavko Goluža |                                                                           |                                                                           |